# 火狐·麥克勞德
火狐·麥克勞德（神遊科技官方譯為「火狐·麦克罗德」）是一个以狐狸擬人論化的电子游戏角色。是任天堂星際火狐系列的主角。它是由宫本茂和今村孝矢所创造。
1992年，任天堂与Argonaut Software合作为超级任天堂制作一部3D射击游戏。宫本茂决定使用一个狐狸的拟人角色担任游戏主角。
自《星际火狐》发行之后，火狐·麥克勞德就具有众多粉丝。《任天堂力量》将其列为第18大受人喜欢的英雄。其中提到“尽管一些游戏并不是最好的，但是它仍然具有一长串成就”。